# Château du Fayet
Le château du Fayet  est un château de plaisance, des XVIe et XVIIe siècles, qui a réemployé des parties médiévales, qui se dresse sur la commune de Barraux dans le département de l'Isère en région Auvergne-Rhône-Alpes.
Le château et ses terrasses font l’objet d’une inscription au titre des monuments historiques par arrêté du 4 janvier 1988. La cheminée présente dans la chambre dite d'Angoulême est elle inscrite depuis 1972.

## Situation
Le château du Fayet est situé dans le département français de l'Isère sur la commune de Barraux, au sud-ouest par la route départementale 9, après le hameau du Fayet par un chemin de terre à droite. Le château domine la vallée du Grésivaudan, à quelques kilomètres du fort Barraux.

## Histoire
Le site a été occupé dès le XIIe siècle par une maison forte.
Le château, visible au XXIe siècle, vit naître, en 1573, Charles de Valois, futur duc d'Angoulême, fils naturel de Charles IX, roi de France, et de Marie Touchet.
En 1573, Jean de Maniquet, propriétaire des lieux, procède à des agrandissements avec les pierres de taille provenant de la démolition du château delphinal de La Buissière, ordonnée par Charles IX.
Le comte Louis Laurent Fayd'herbe de Maudave y verra le jour en 1725.
En 1894, le château est racheté par Gustave Rivet, sénateur de l'Isère qui le sauve de la ruine.

## Description
Le château des XVIe et XVIIe siècles réemploie des parties médiévales, dont celle d'un donjon dérasé au XVIe siècle au niveau des combles qui constitue le mur de l'aile nord du château actuel.

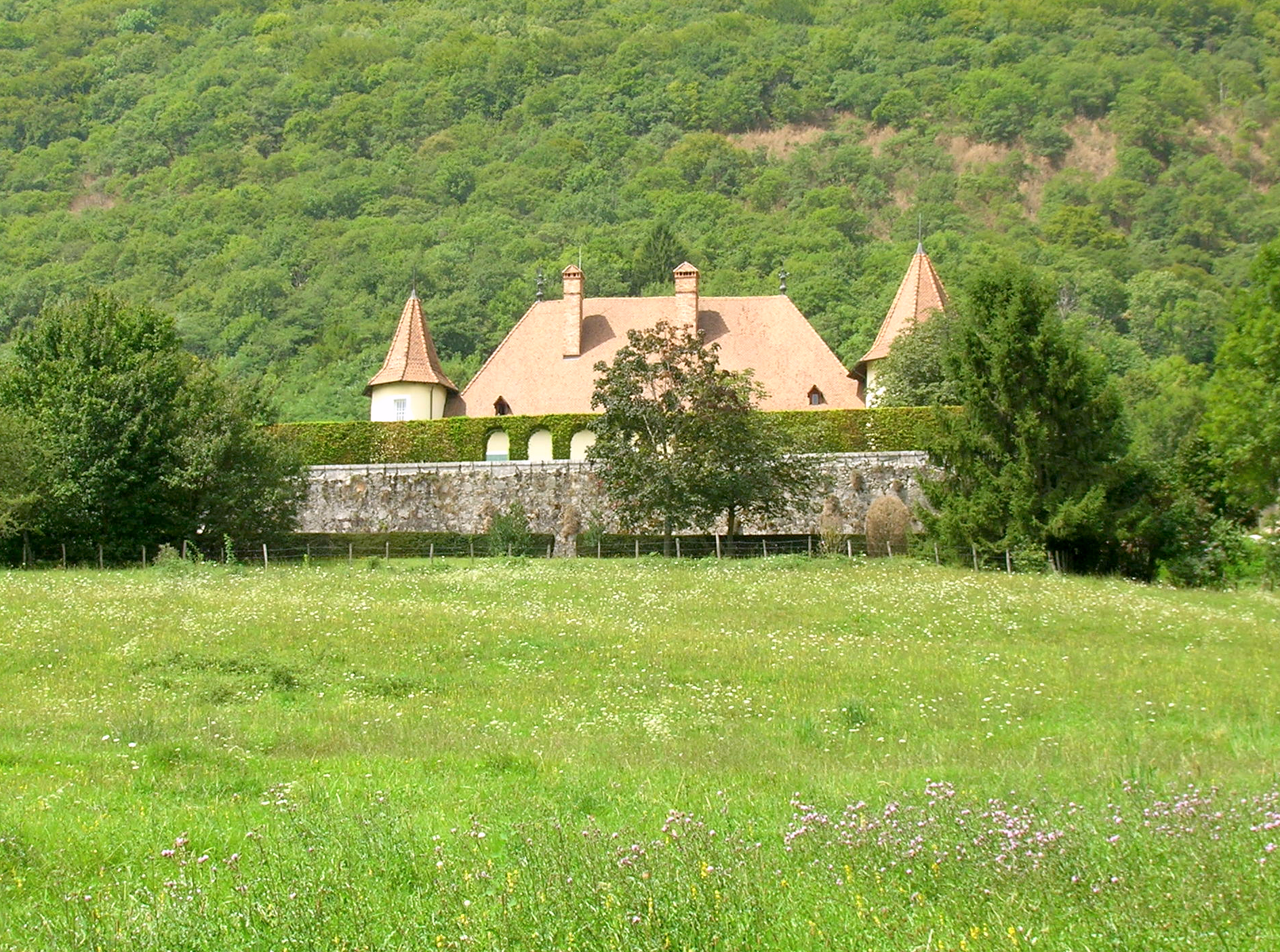
Le château vu depuis la fontaine.
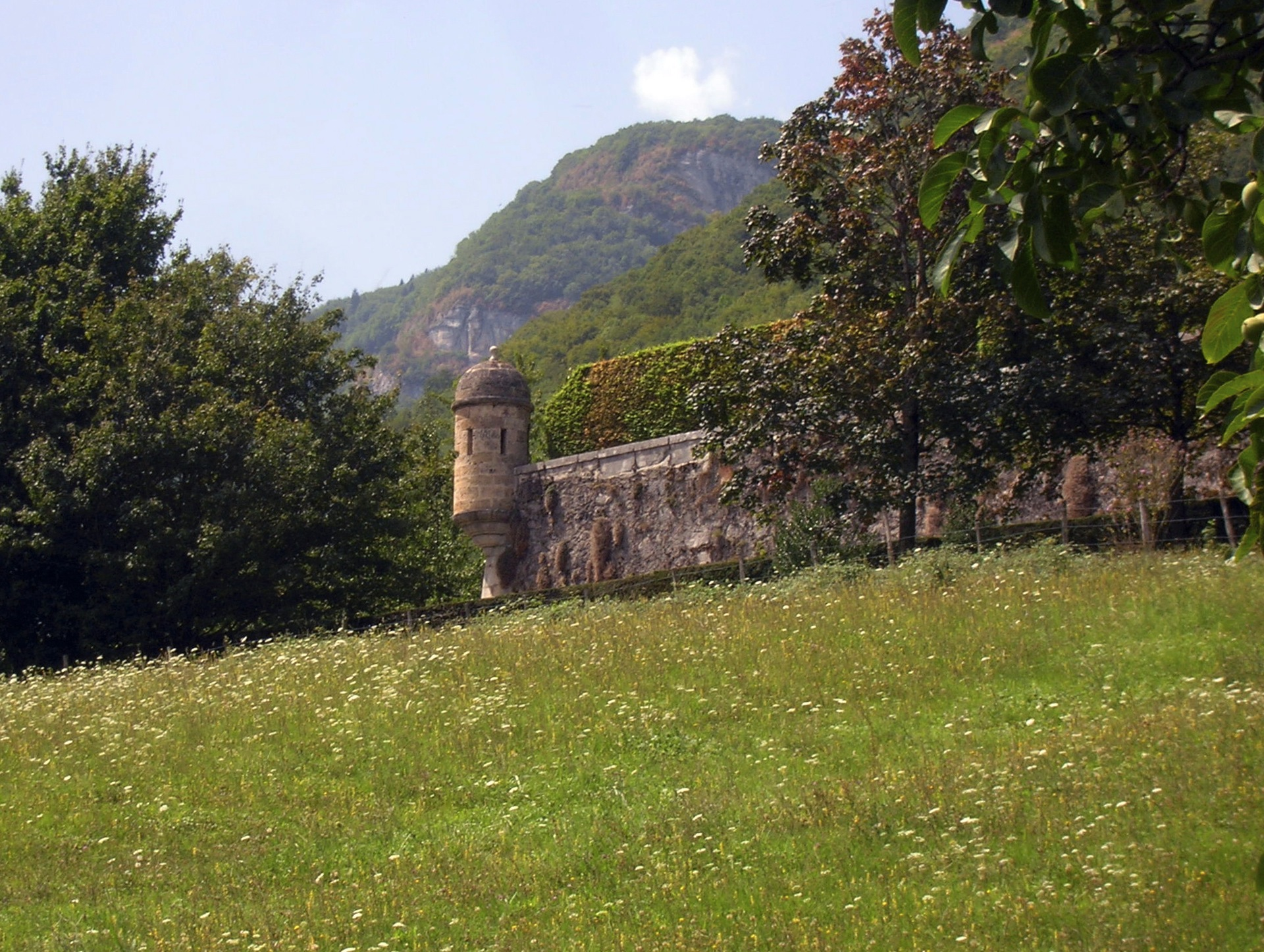
Une échauguette du mur externe.
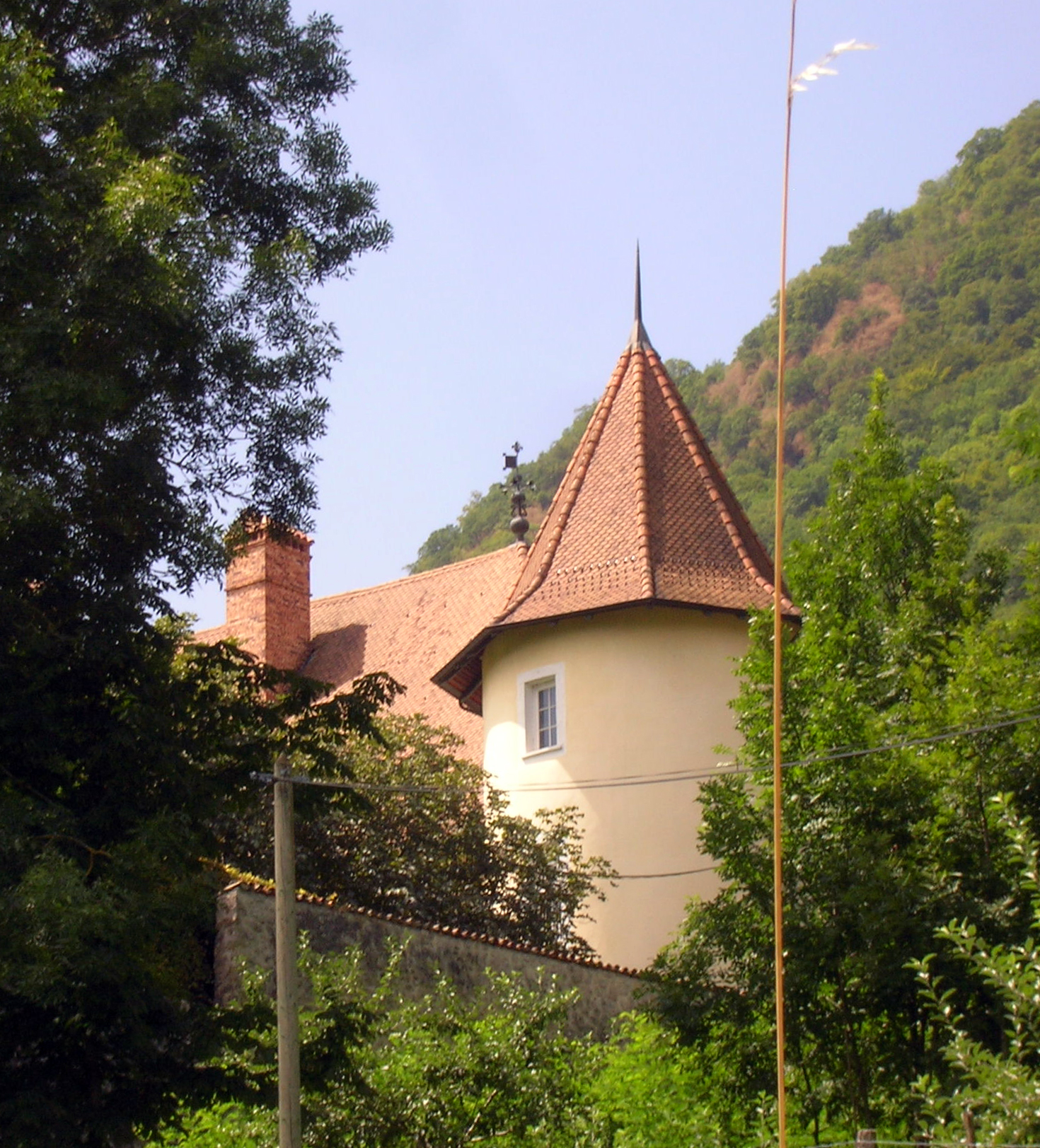
Une tour du château.